# 1928 en Lorraine
Chronologie de la Lorraine
- 1924
- 1925
- 1926
- 1927
- 1928
- 1929
- 1930
- 1931
- 1932

Cette page est une liste d'événements qui se sont produits durant l'année 1928 en Lorraine.

## Éléments de contexte
- Les années 1928 à 1930 sont celles de l'apogée pour les mines de Lorraine, la mécanisation favorisant l'augmentation de la productivité[1].

## Événements

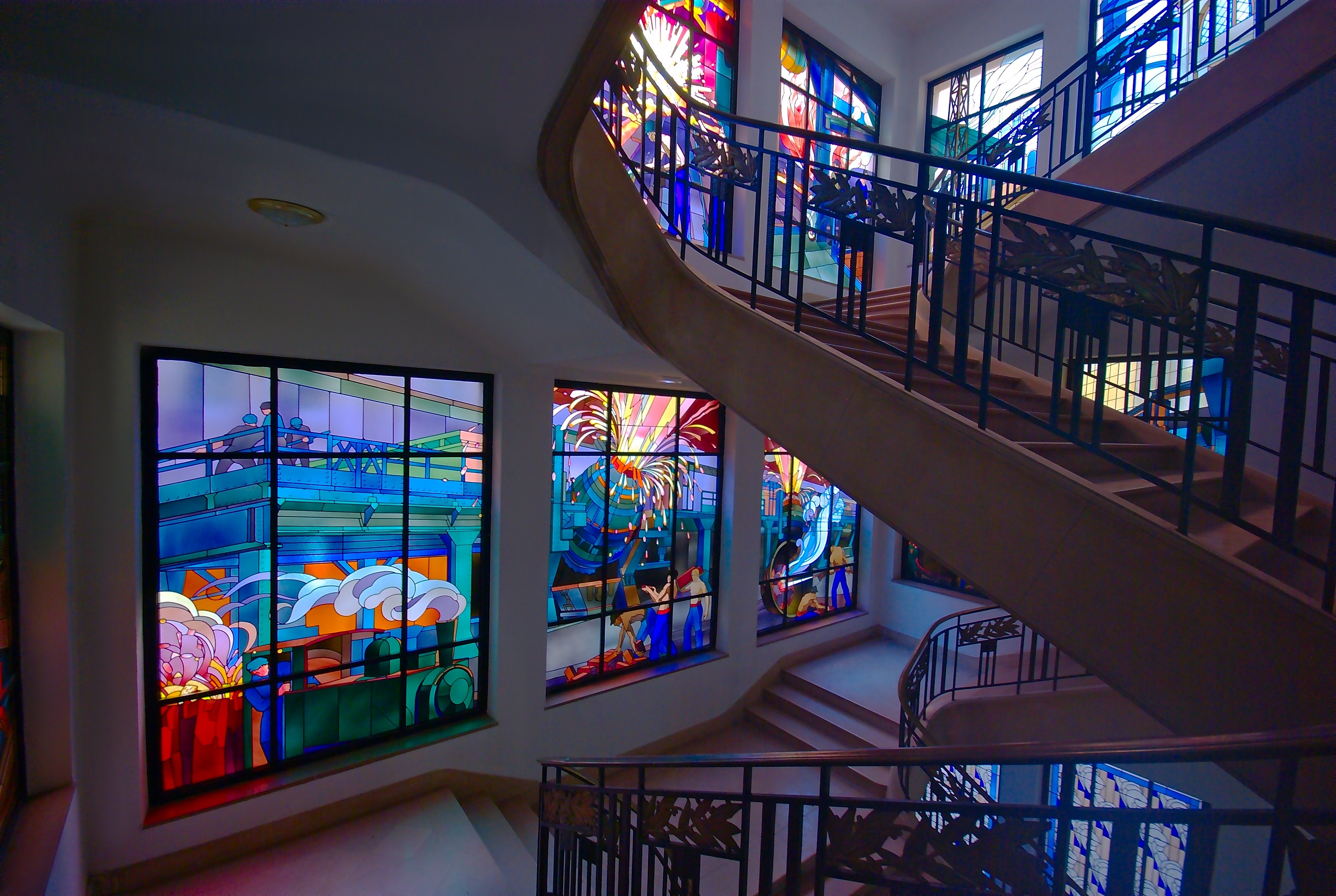
Escalier de l'entrée d'honneur des Grands bureaux des Aciéries de Longwy

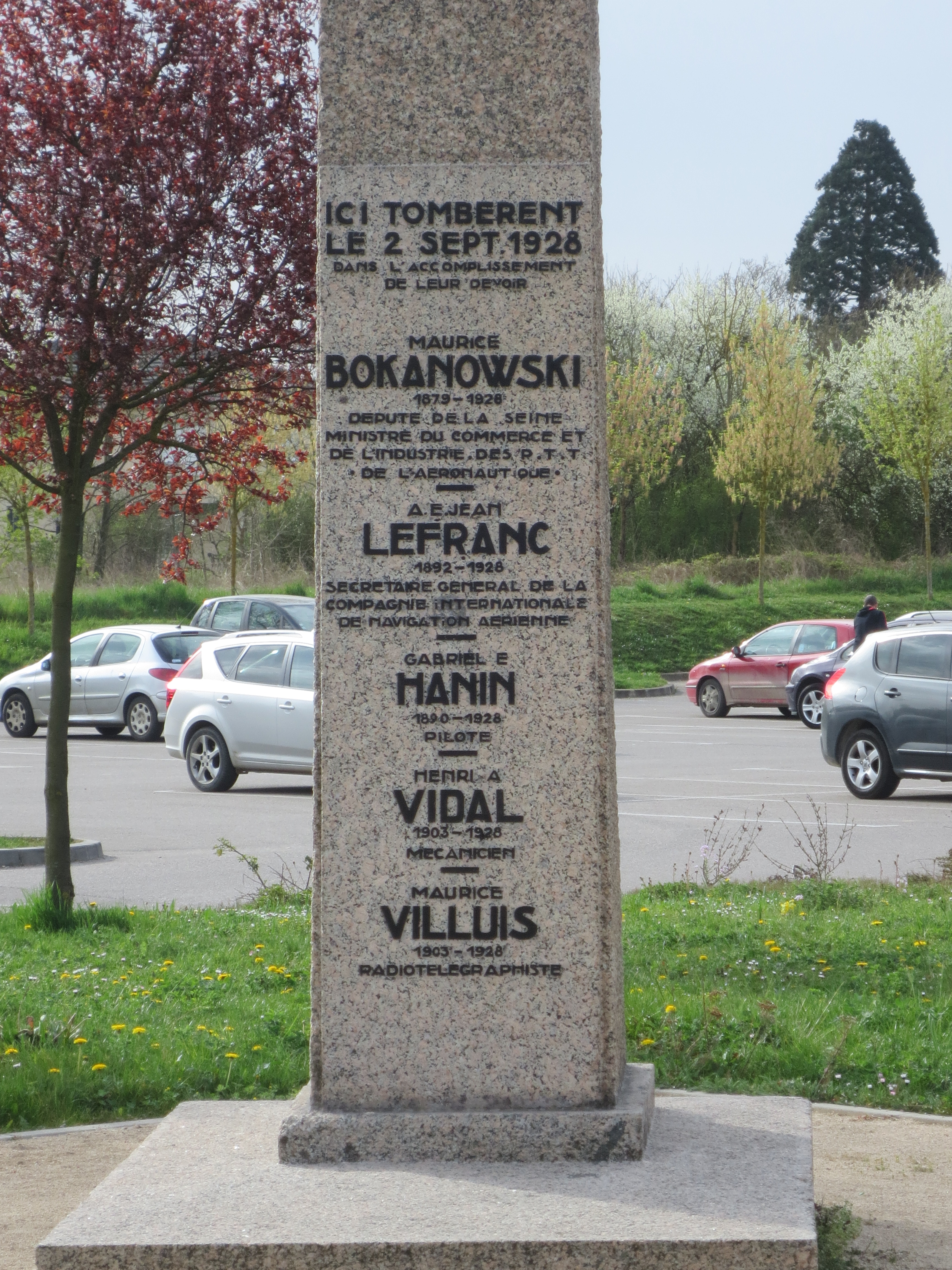

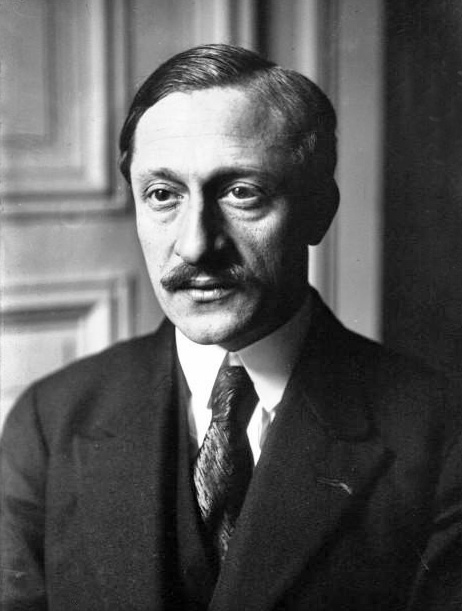
Maurice Bokanowski.

- Remise à la ville de Nancy du monument de la bataille de Nancy œuvre de Victor Prouvé et Georges Biet[2].
- Mirecourt accueille une des six premières écoles normales d'instituteurs de France[3].
- Inauguration du bâtiment Grands bureaux des Aciéries de Longwy, de style Art déco, œuvre de Pierre Le Bourgeois; dont les vitraux signés Majorelle sont classés monuments historiques[4] :

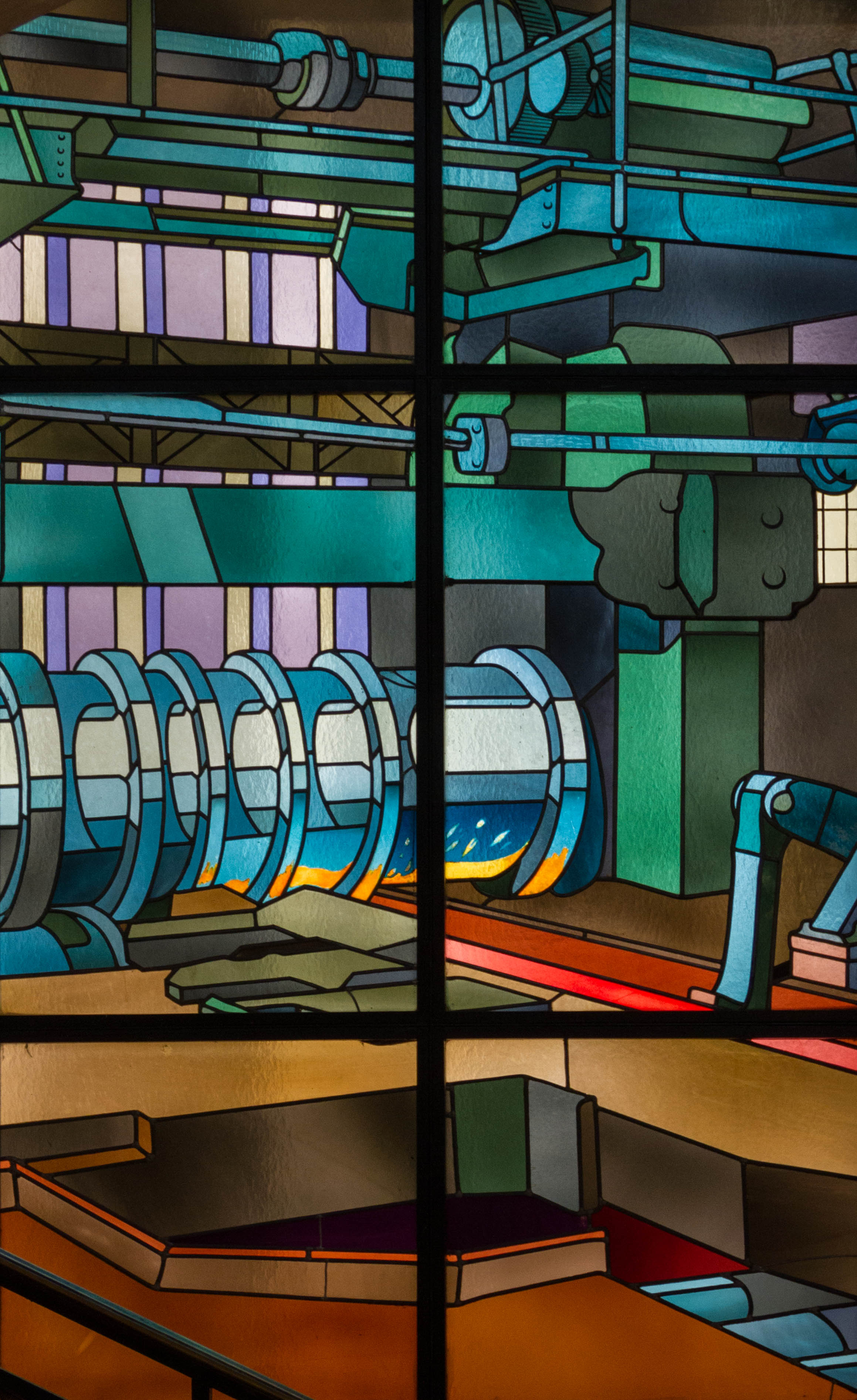
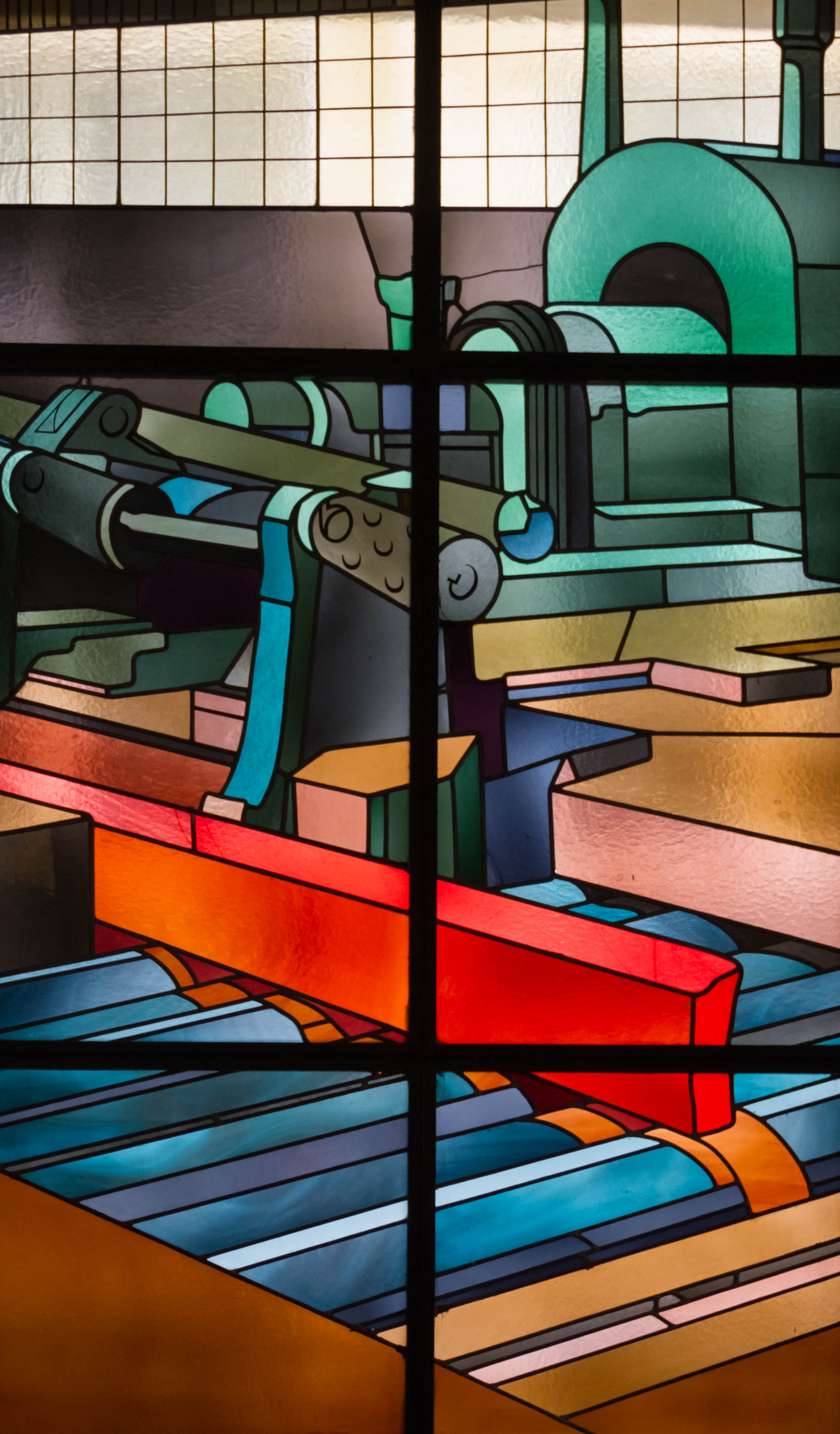
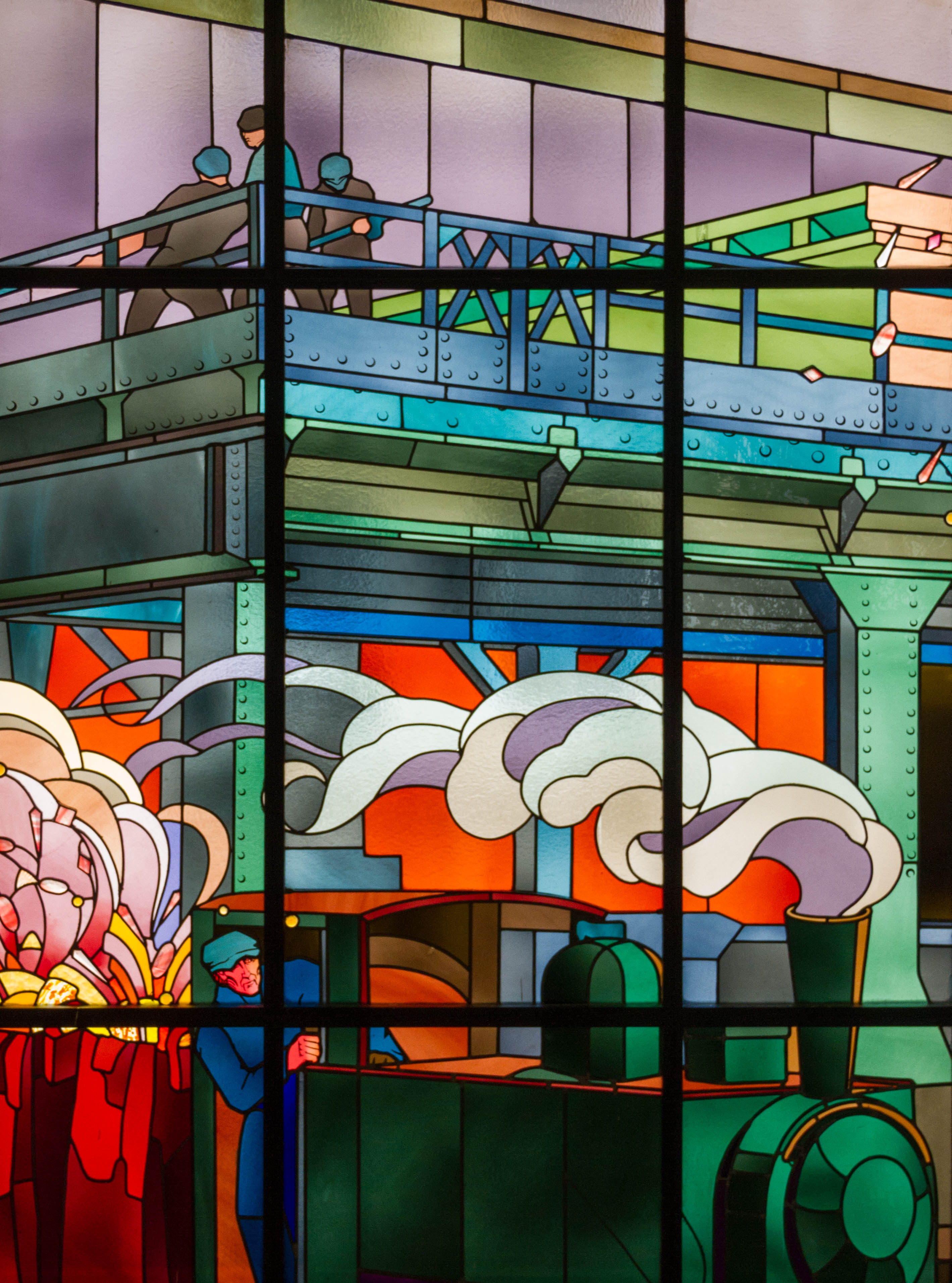
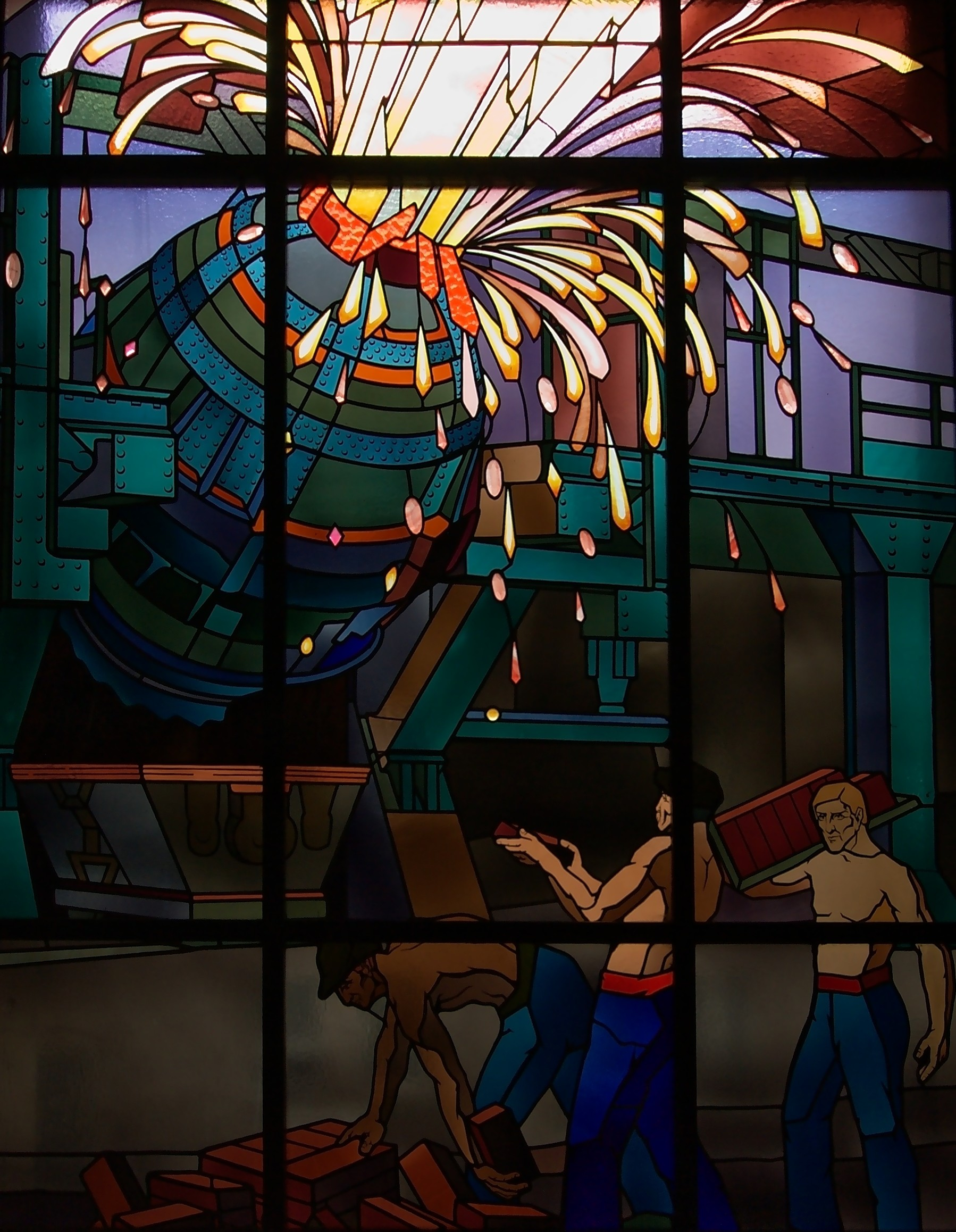
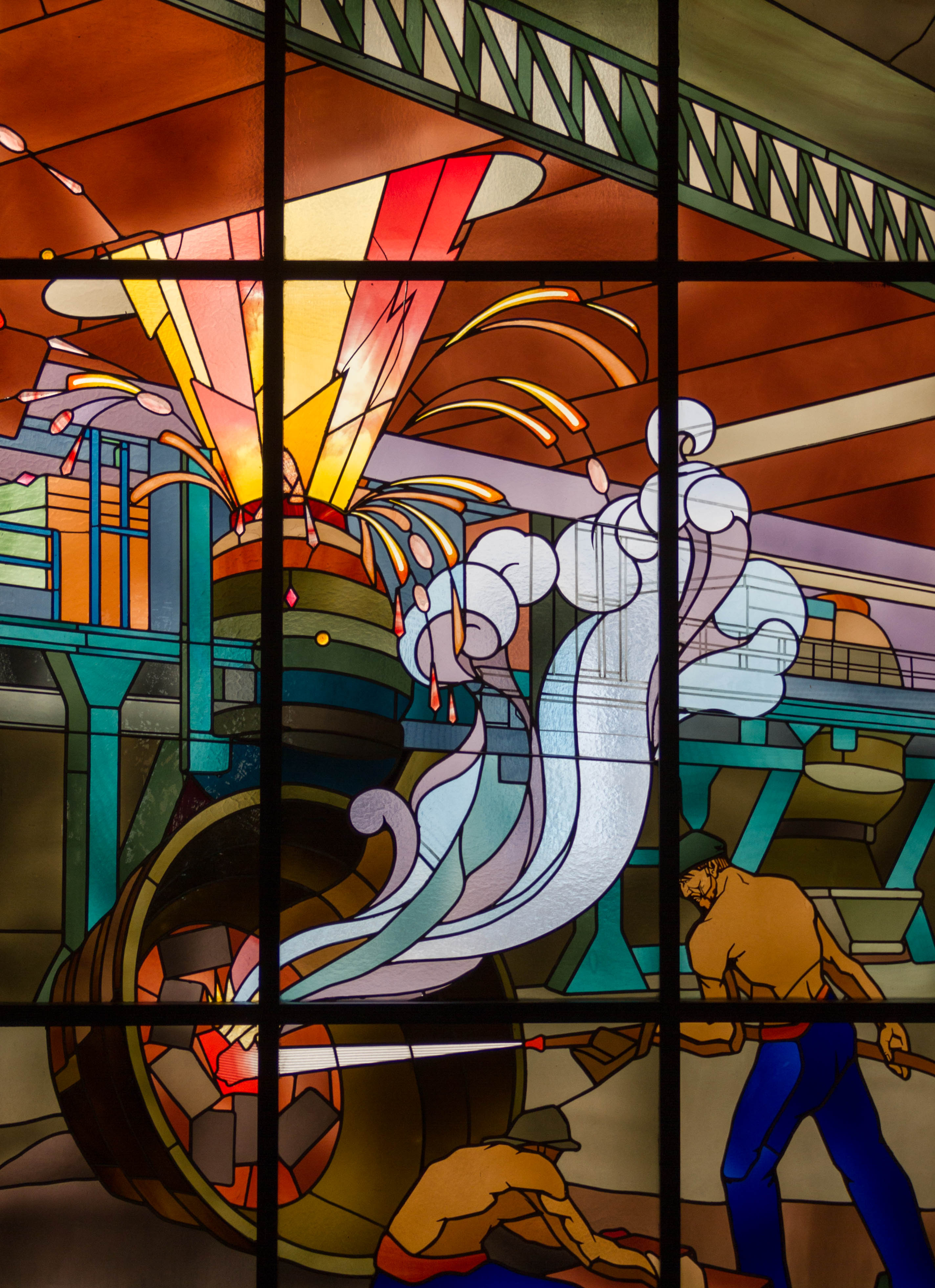
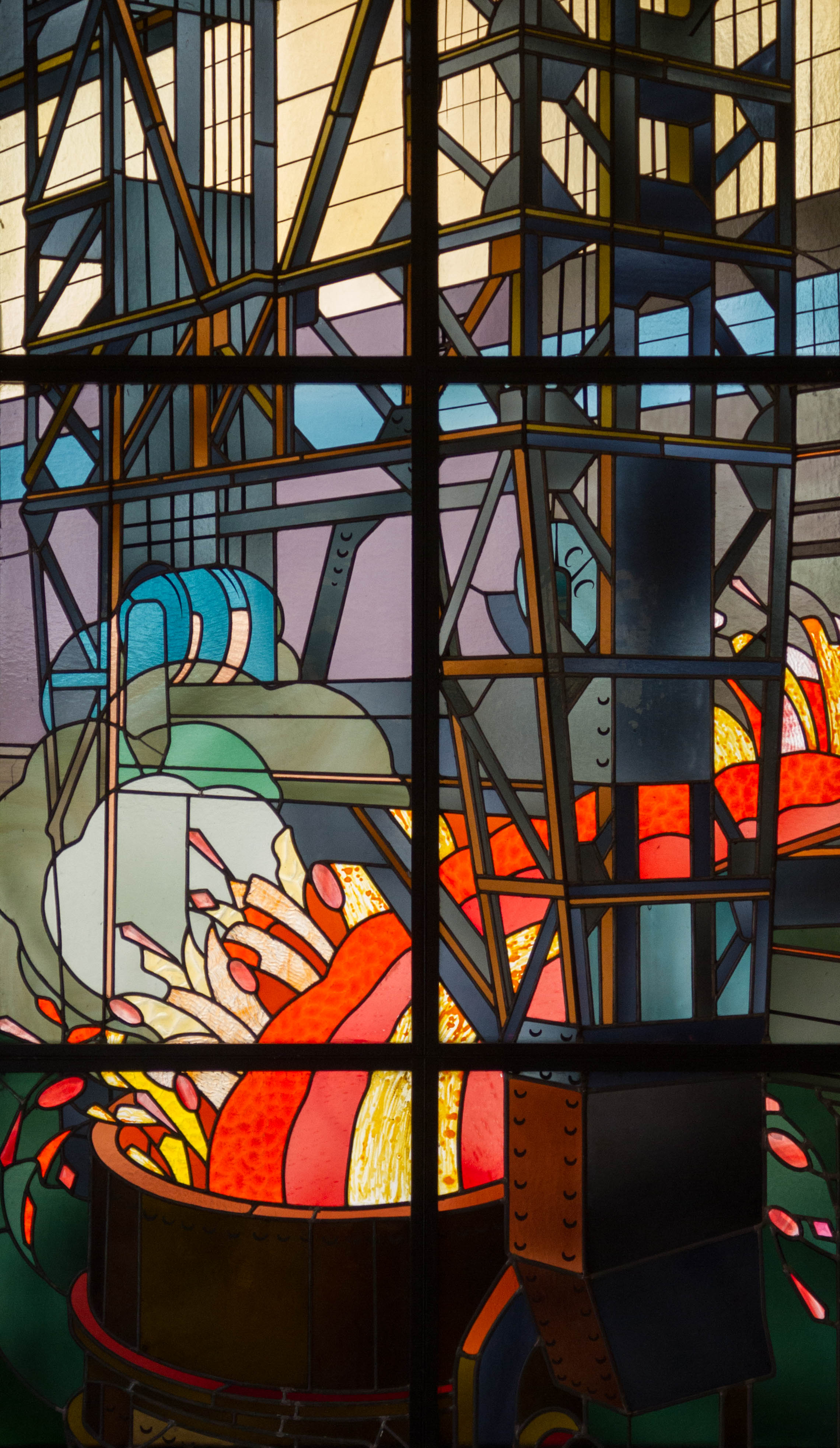
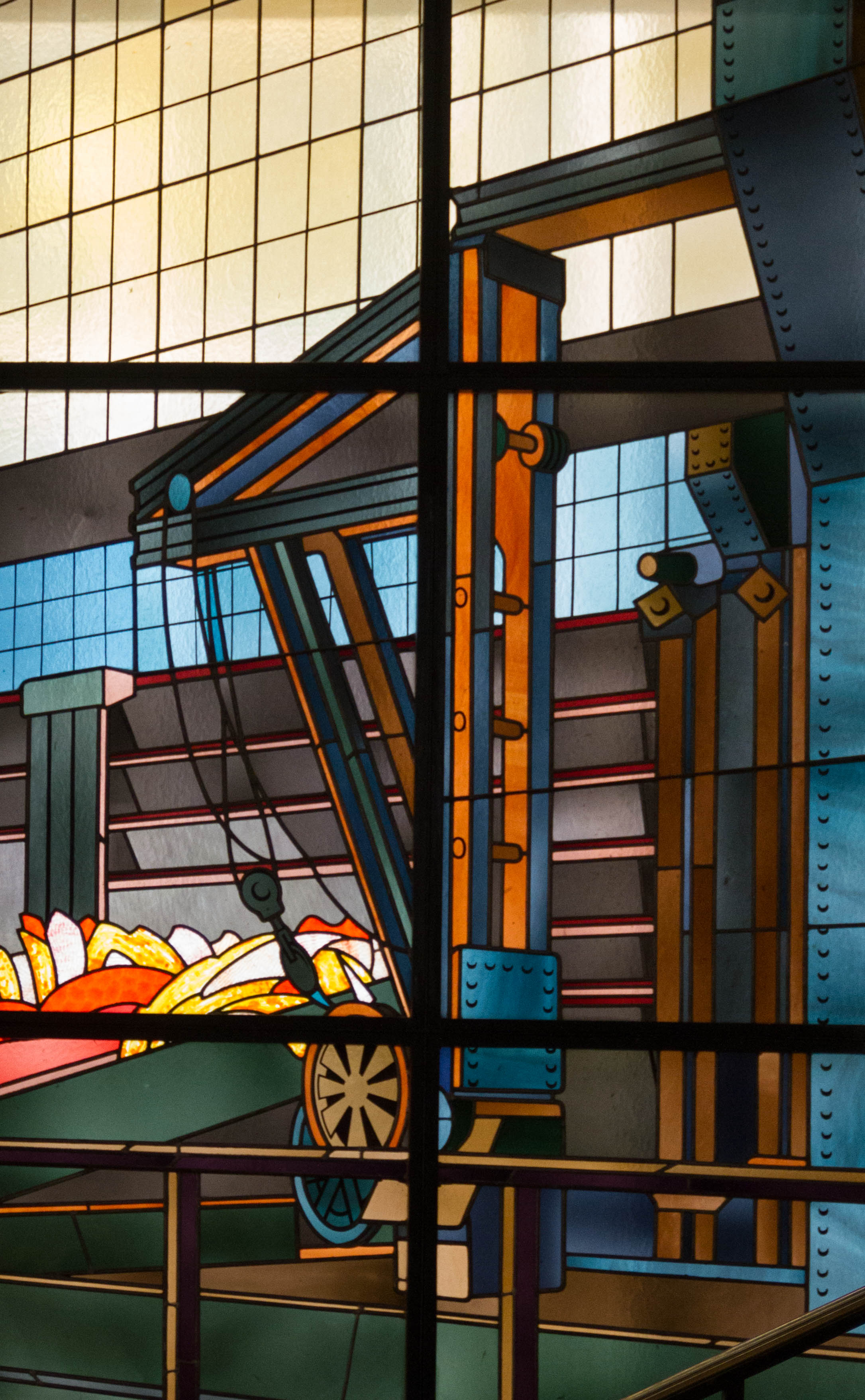

- Le 8e régiment d'artillerie divisionnaire est de nouveau stationné à Nancy, il y restera jusqu'en 1940 ;
- Le chimiste Nancéien, Léon Malaprade, démontre que les a-glycols subissent une réaction de coupure en présence d'acide periodique HIO4 pour donner des composés carbonylés. Cette réaction porte son nom[5].

- du 2 mars au 20 avril : apparitions mariales à Ferdrupt[6].
- 11 juillet : la 18ème étape du tour de France arrive à Metz. Le départ avait été donné à Strasbourg[7].
- 12 juillet : le tour de France part de Metz en direction de Charleville[7].
- 2 septembre : accident d'avion à Toul, décès de Maurice Bokanowski, Jean Lefranc, Gabriel Hanin, Henri Vidal et Maurice Villius. L'appareil était un Blériot-SPAD 56[8].
- 23 septembre : inauguration du monument Barrès, situé sur le signal de Vaudémont, au sommet de la colline de Sion. Il a été édifié en l'honneur de l'écrivain Maurice Barrès, originaire de la colline de Sion, qu'il avait célébrée dans son roman La Colline inspirée[9].
- 28 septembre : Nomény reçoit la Légion d'honneur[10] : « Cité martyre, violée par l'ennemi avant la déclaration de guerre; première ville française incendiée par ordre du commandement allemand où de nombreux habitants trouvèrent la mort et dont les ruines, après cinq jours d'occupation, servirent de barrières à l'envahisseur, jusqu'à la fin des hostilités. »
- Sont élus députés de Meurthe et Moselle : Pierre Amidieu du Clos de la Fédération républicaine; Georges Mazerand, groupe des Républicains de gauche; Édouard de Warren, réélu au scrutin d'arrondissement, à Nancy (Membre de la Fédération républicaine, il est secrétaire général du groupe URD à la Chambre, puis vice-président en 1930); Louis Marin, élu au premier tour, au scrutin d'arrondissement, avec 62,2 % des suffrages exprimés; Désiré Ferry; François de Wendel; Charles Fringant.
- Sont élus députés de la Meuse : André Maginot, Louis-Édouard Taton-Vassal, Victor Schleiter, Alfred Didry.
- Sont élus députés de Moselle : Jean Labach, élu député de la Moselle le 29 avril 1928. Le 8 février 1929, il intervient en séance publique pour faire état du malaise ressenti par les populations d’Alsace-lorraine et exprimer leur attachement à leurs institutions propres. Inscrit au groupe des démocrates populaires, il restera député de la Moselle jusqu'au 31 mai 1932; Émile Peter, qui rejoint après son élection le groupe parlementaire de l'Action démocratique et sociale, l'une des formations représentant l'aile droite de l'Alliance démocratique; Robert Schuman; Robert Sérot; Édouard Moncelle; Émile Béron; Henri Nominé; Victor Doeblé; Jules Wolff.
- Sont élus députés des Vosges : Constant Verlot, GSR, réélu; Marc Rucart, député des Vosges de 1928 à 1940, membre de l'Assemblée consultative provisoire (1944-1945) où il est délégué par le Parti radical-socialiste; René Porterat, candidat au scrutin d'arrondissement, il bat le sortant Louis Madelin, membre de la Gauche radicale; André Barbier; Camille Amet.

## Inscriptions ou classements aux titre des monuments historiques
- En Meurthe et Moselle : Hôtel de Morvilliers à Nancy[11], Hôtel Héré  à Nancy[12]
- En Meuse : Église Notre-Dame-des-Vertus de Ligny-en-Barrois[13]
- En Moselle : Fortifications de Marsal[14]

## Naissances

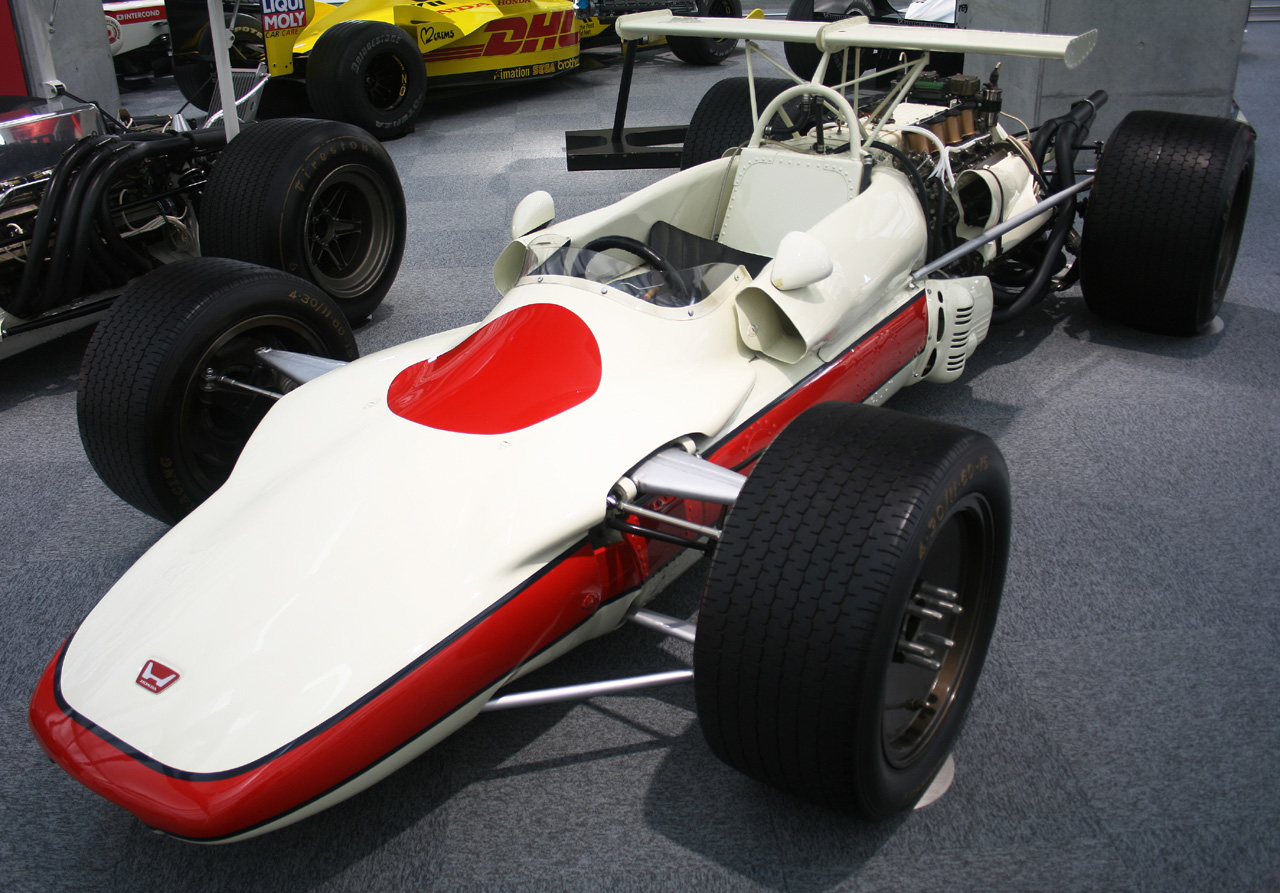
La Honda RA302, voiture au volant de laquelle Jo Schlesser se tue en 1968.

- 5 janvier à Liocourt : René Frecaut, mort le 17 septembre 1985 à Nancy[15], universitaire et  géographe français spécialiste d'hydrologie continentale
- 18 janvier :
  - à Saint-Dié-des-Vosges : Lucien Charles Henri Balland, mort le 7 mars 2021 dans la même commune[16], est un artiste potier, sculpteur, mime, philologue des textes anciens et conteur polyglotte français.
  - à Tomblaine : Gérard Lignac, mort le 23 septembre 2017 à Paris 7e[17],  directeur de groupe de presse, PDG du Groupe EBRA.
- 23 janvier à Pont-à-Mousson : Jean Berthollier, dit Jean Bertho, acteur et réalisateur français, mort le 4 janvier 2023[18] dans le 14e arrondissement de Paris[19].
- 19 février à Pompey : Jean-Marie Cieleska, mort le 15 mai 1998 à Bourges, coureur cycliste français qui remporte Bordeaux-Paris en 1958. D'origine polonaise, de Jarosław, situé au sud-est de la Pologne, son nom exact est Jean-Marie Cieliszka.
- 3 mars à Montigny-lès-Metz : Jean Rustin, mort à Paris le 24 décembre 2013, peintre français.
- 18 mars à Vaucouleurs (Meuse) : Jacques Thuillier, mort le 18 octobre 2011[20] à Paris, historien de l'art et collectionneur d'art français.
- 19 mars à Épinal : Marceline Loridan-Ivens, née Rozenberg[21], morte le 18 septembre 2018 à Paris 12e[22],[23], scénariste, réalisatrice, productrice et écrivaine française[24]. Elle est une survivante de la Shoah, et compagne de déportation de Simone Veil.
- 14 avril à Longuyon : Bernard This, psychiatre et psychanalyste français, mort le 20 septembre 2016 à Paris[25].
- 18 mai à Liouville en Meuse : Jo Schlesser, pilote automobile français mort en course le 7 juillet 1968 à Grand-Couronne, près de Rouen (France). Il est inhumé au cimetière de Malzéville.
- 23 mai à Metz : André Schwarz-Bart, auteur français. Il est lauréat du prix Goncourt 1959 pour le roman Le Dernier des Justes.
- 14 juin à Forbach : Nicole Drouin, morte le 5 avril 2010 à Neuilly-sur-Seine[26], élue Miss Saint-Tropez 1950, puis Miss France 1951.
- 3 juillet à Nancy : Maurice Lucien Fréchard, évêque catholique français, spiritain et archevêque émérite d'Auch depuis 2004 († 27 août 2023).
- 31 août à Jarville : Johnny Ludécher, mort le 5 avril 2001 à Périgueux[27],  danseur français.
- 3 septembre à Metz : Gilles Ehrmann, décédé le 28 mai 2005[28], photographe français.
- 16 septembre à Nancy : Gilbert Valentin (mort le 31 décembre 2000 à Vallauris), céramiste, peintre et sculpteur français.
- 12 octobre à Nancy : Jacqueline Nebout, morte le 2 novembre 2015 à Paris, femme politique française.
- 31 octobre à Longeville-lès-Metz : René Fuchs, footballeur et entraîneur français, mort le 8 janvier 1982 à Noisseville[29].
- 2 novembre à Metz : Josette Mortier,  née Israël (1928-1976),  artiste peintre française dont l’œuvre se rattache à l'Art naïf.

- 27 décembre à Metz : Noëlle Leiris, actrice française, née Noëlle Wolff.

## Décès
- 2 septembre à Toul dans un accident aérien : Maurice Bokanowski, homme politique français né le 31 août 1879 au Havre.
- 8 septembre à Nancy : Jean-Joseph Picoré, né à Nancy le 2 décembre 1844 [30], arboriculteur et paysagiste français.
- 28 septembre à Nancy : Charles André, né à Nancy le 21 août 1841[31], architecte français.
- 2 novembre à Metz : Camille Viotte, né le 18 juillet 1871 à Charquemont, général de brigade français.